# Ernst Casparsson
Ernst Gustaf Casparsson (15 de noviembre de 1886-7 de septiembre de 1973) fue un jinete sueco que compitió en la modalidad de concurso completo. Participó en los Juegos Olímpicos de Estocolmo 1912, obteniendo una medalla de oro en la prueba por equipos.

## Palmarés internacional
| Juegos Olímpicos | Juegos Olímpicos   | Juegos Olímpicos | Juegos Olímpicos |
| Año              | Lugar              | Medalla          | Categoría        |
| ---------------- | ------------------ | ---------------- | ---------------- |
| 1912             | Estocolmo (Suecia) | Medalla de oro   | Por equipos      |